# District d'Elliston
Le district d'Elliston (District of Elliston) est une zone d'administration locale située dans l'est de la péninsule d'Eyre en Australie-Méridionale en Australie. 
Son économie repose sur l'agriculture, la pêche et le tourisme.

## Localités
- Elliston
- Lock
- Port Kenny
- Venus Bay